# Filip Djuran
Filip Đuran (Belgrado, Serbia, 04 de julio de 1991) es un jugador de baloncesto serbio, mide 196 cm y juega actualmente en la posición de escolta para el KK Zlatibor de la Liga Serbia de Baloncesto.

## Trayectoria
Comenzó su carrera en los equipos Radnicki Basket y OKK Beograd, ambos de la máxima competición serbia y más tarde jugaría una temporada en Portugal, en las filas del Barcelos Hotel Terço Give.
En la temporada 2014-16 jugaría en el KFUM Nassjo, donde en 32 partidos y 29 minutos por partido, obtuvo un promedio de 13 puntos, 3 rebotes, 2 asistencias por partido.
En 2016, firma por el Leyma Básquet Coruña de la Adecco Oro. Đuran procede de las filas del equipo sueco KFUM Nassjo Basket, país donde ha jugado al primer nivel, al igual que en Portugal y en su país de origen.
En la temporada 2017-2018 jugó con el Club Melilla Baloncesto disputando el play off de ascenso a la Liga ACB ante el Bàsquet Manresa, sin conseguirlo.
En la campaña siguiente, jugó en el Força Lleida Club Esportiu, de la LEB Oro, club por el que fichó en julio de 2018.
En la temporada 2019-20 juega en el Leyma Coruña de la liga LEB Oro, en el que promedió en casi 22 minutos de juego 8 puntos, 2 rebotes y una asistencia con un 36% en tiros desde más allá del arco.
El 14 de septiembre de 2020, se compromete con el CB Almansa de la Liga LEB Oro.
En enero de 2022, firma por el KK Zlatibor de la Liga Serbia de Baloncesto.